# Alaena picata
Alaena picata är en fjärilsart som beskrevs av Sharpe 1896. Alaena picata ingår i släktet Alaena och familjen juvelvingar. Inga underarter finns listade i Catalogue of Life.